# DOM3Z
DOM3Z‏ (Decapping exoribonuclease) هوَ بروتين يُشَفر بواسطة جين DOM3Z في الإنسان.